# Putot-en-Auge
Putot-en-Auge é uma comuna francesa na região administrativa da Normandia, no departamento Calvados. Estende-se por uma área de 6,64 km². Em 2010 a comuna tinha 300 habitantes (densidade: 45,2 hab./km²).